# Proiectul de Uniune al Strâmtorii Bering

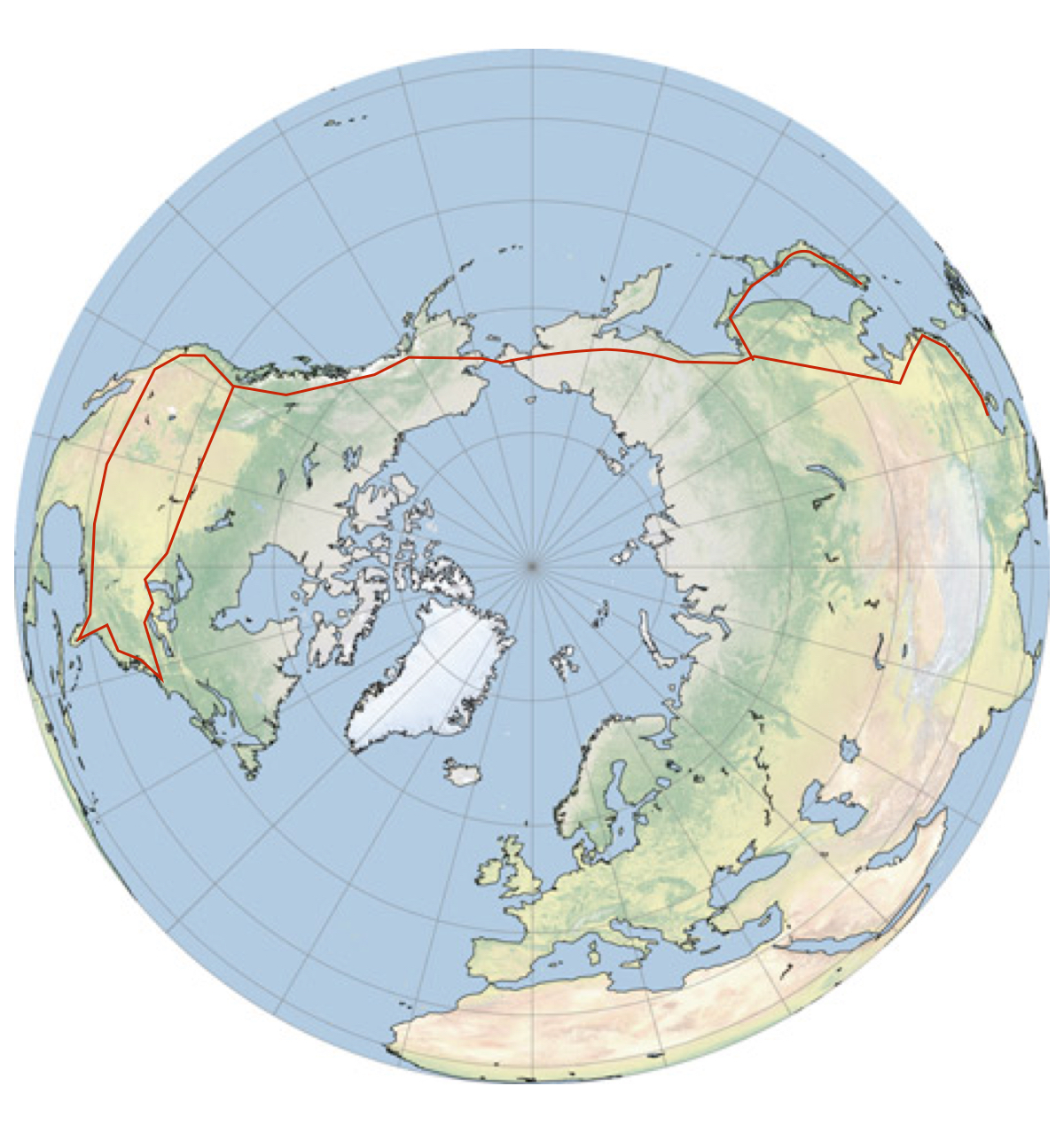
Vedere a Polului Nord de la Strâmtoarea Bering

Cunoscut sub numele de Podul Intercontinental al Păcii, este vorba despre un pod sau tunel care ar traversa Strâmtoarea Bering între Peninsula Chukotka din districtul rus Chukotka și Peninsula Seward din statul nord-american Alaska. În ambele cazuri, acestea ar oferi o conexiune care ar face uniunea dintre Eurasia și America Septentrională.
Cu cele două insule Diomede între cele două continente , Strâmtoarea Bering ar putea fi traversată de un pod și de un tunel. Ar putea exista un pod lung, de aproape 40 km, care ar conecta Alaska cu Insulele Diomede și un tunel care ar conecta Insulele Diomede cu Rusia. Pământul rezultat din perforarea tunelului ar putea fi folosit ca umplutură pentru a conecta cele două insule. 
S-au prezentat diverse propuneri de traversare a Strâmtorii Bering propuneri făcute de diverse persoane, canale de televiziune, reviste etc. Numele tunelurilor au inclus denumiri precum „TKM-World Link” și „American Asian Peace Tunnel”. În aprilie 2007, oficiali ai guvernului rus au declarat presei că guvernul rus ar sprijini un plan de 65 de miliarde de dolari într-un consorțiu de companii pentru construirea unui tunel al Strâmtorii Bering. 

## Istorie

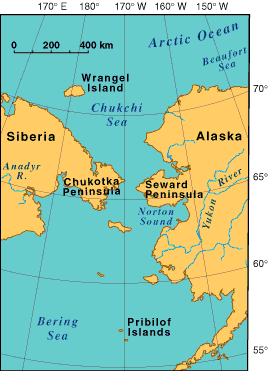
Harta arată proximitatea Peninsulei Chukotka din Rusia de Peninsula Seward din America

### Secolul XIX
Conceptul de conexiune terestră pentru traversarea strâmtoarii Bering datează de dinaintea secolului al XX-lea. William Gilpin, primul guvernator al Teritoriului Colorado, a imaginat în 1890 o vastă „cale ferată cosmopolită” care ar lega întreaga lume printr-o serie de căi ferate.
Doi ani mai târziu, Joseph Strauss, cel care va proiecta mai târziu peste 400 de poduri și va deveni inginer de proiect pentru Podul Golden Gate, a prezentat prima propunere pentru un pod feroviar din strâmtoarea Bering în teza sa.  Proiectul a fost prezentat guvernului Imperiului Rus, dar a fost respins. 

### Secolul XX
American Railroad Tycoons Union a propus în 1904 (printr-un purtător de cuvânt francez) o cale ferată Alaska-Siberiană de la Cape Prince of Wales în Alaska printr-un tunel sub strâmtoarea Bering și prin nord-estul Siberiei până la Irkutsk prin Capul Dejnev, Verkhnekolymsk și Yakutsk . Propunerea consta într-un contract de închiriere pe 90 de ani și drepturi miniere exclusive de 13 km pe fiecare parte a dreptului de trecere. A fost dezbătută de oficiali și în cele din urmă respinsă la 20 martie 1907. 
Nicolae al II-lea al Rusiei a aprobat un tunel (posibil propunerea americană menționată mai sus) în anul 1905. Costul său a fost estimat între 65 milioane dolari [7] și 300 milioane dolari, fiind incluse toate căile ferate aferente. 
Aceste speranțe s-au văzut năruite odată cu izbucnirea Primului Război Mondial și a Revoluției Ruse. 
Interesul s-a reînnoit în timpul celui de-al doilea război mondial, odată cu finalizarea în 1942-43 a Autostrăzii Alaska care leagă Alaska îndepărtată de Canada și de Statele Unite continentale. În 1942, Asociația de Politică Externă prevedea că autostrada va continua, interconectând cu Nome, până la Strâmtoarea Bering, legată prin autostradă de capătul căii ferate de la Irkutsk, folosind un serviciu alternativ de feribot maritim și aerian peste Strâmtoarea Bering. 
În 1958, inginerul T.Y. Lin a sugerat construirea unui pod peste strâmtoarea Bering „pentru a promova comerțul și înțelegerea între oamenii din Statele Unite și Uniunea Sovietică” . Zece ani mai târziu a organizat „Puente Intercontinental de la Paz, Inc”. o instituție non-profit organizată pentru a promova această propunere. În acel moment, a făcut un studiu de fezabilitate pentru un pod peste strâmtoarea Bering și a calculat costul la 1 miliard de dolari pentru acel tronson de 80 km.  În 1994 a actualizat costul la peste 4 miliarde de dolari. La fel ca Gilpin, Lin a conceput proiectul ca un simbol al cooperării și unității internaționale, numindu-l Podul Intercontinental al Păcii. 

### Secolul XXI
În septembrie 2005, când a lansat Federația Universală pentru Pace, Sun Myung Moon a adus o nouă lumină ideii de a construi ceea ce Moon a numit „Podul si tunelul Rege al Păcii al Strâmtorii Bering”, apelând la toate guvernele lumii. să depună un efort comun pentru a se realiza pacea mondială.  La 10 februarie 2009, „Fundația pentru Pace și Unificare” a lui Sun Myung Moon a anunțat un concurs pentru proiectarea unui pod în strâmtoare prin intermediul insulelor Diomede.  Câștigătorul (anunțat la 11 iunie 2009), a fost un proiect intitulat „Arhipelagul Diomede”.  Propune o serie de insule artificiale care formează două arhipelaguri care extind cele două continente și trei tuneluri care unesc cele două insule Diomede și respectivele arhipelaguri.
Potrivit raportului Beijing Times din mai 2014, experții chinezi în transporturi propun construirea unei linii feroviare de mare viteză de aproximativ 10.000 de kilometri de la Manciuria până la Statele Unite.  Proiectul va include un tunel pe sub strâmtoarea Bering și se va conecta cu Statele Unite continentale prin Canada.

## Preocupări tehnice

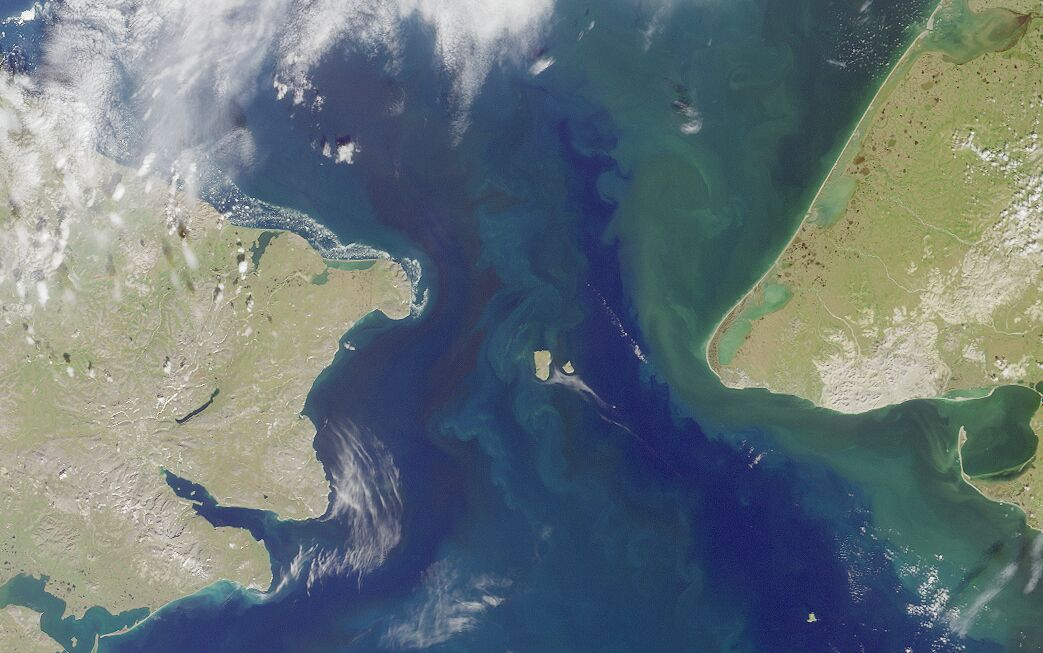
Imagine prin satelit a Strâmtorii Bering. Capul Dejnev, (Rusia) în stânga, cele două insule Diomede în mijloc și Cape Prince of Wales, (Alaska) în partea dreaptă.

### Adâncimea apei
Adâncimea apei este mai puțin o problemă, deoarece adâncimea strâmtorii nu este mai mare de 55 de metri. Mareele și curenții din zonă nu au un grad mare de severitate.

### Provocări legate de climă

#### Restricții ale lucrărilor de construcții
Traseul este chiar la sud de Cercul polar Arctic, iar locația sa are ierni lungi și obscure și o climă extremă, incluzând temperaturi medii pe timpul iernii de -20 ° C și posibile temperaturi minime care se apropie de -50 ° C.  Acest lucru ar însemna că lucrările de construcție ar fi probabil limitate la cam șase luni pe an. 

#### Expunerea oțelului (la intemperii)
Clima pune, de asemenea, provocări în ce priveste oțelul expus. În proiectarea facută de Lin, betonul acoperă toate structurile, pentru a simplifica întreținerea și a oferi o rigiditate suplimentară. 

#### Gheața mării
Deși nu există aisberguri în strâmtoarea Bering, banchize cu o grosime de până la 1,8 metri sunt într-o constantă mișcare în anumite anotimpuri, ceea ce ar putea produce forțe de ordinul a 44 meganewtoni (9.900.000 de livre de forță; 4.500 tone de forță) la cheu.

### Tundra în regiunile înconjurătoare
Drumurile de pe ambele părți ale strâmtorii ar trebui probabil să treacă prin tundră, ceea ce ar necesita fie un drum neasfaltat, fie vreo altă soluție care ar putea permite evitarea efectelor permafrostului.

## Posibile trasee și posibile cheltuieli

### Podul
Podul va conecta probabil Wales din Alaska, unde se va incheia prelungirea autostrăzii panamericane cu un punct de la sud de Uelen, în Rusia, unde se va incheia prelungirea autostrăzii Kolyma și ar fi divizată de insulele Diomede situate în centrul strâmtorii Bering. Această propunere implică necesitatea unui tunel pentru a traversa Insulele Diomede, deoarece insula Marele Diomede are o înălțime de peste 300 de picioare (aproximativ 300 de metri) în punctul său cel mai înalt.
În 1994, Lin a estimat costul unui pod la „câteva miliarde” de dolari. Se estimează că drumurile și căile ferate de pe fiecare parte ar costa aproximativ cincizeci de miliarde de dolari. Lin a contrastat acest cost cu resursele petroliere „care ar valora miliarde”. Programul Mega Constructions al Discovery Channel estimează costul unei autostrăzi, a căii ferate duble de mare viteză și a conductelor pentru transportul de petrol la 105 miliarde de dolari, de cinci ori costul celor 50 de kilometri ai Eurotunelului.

### Conexiuni cu restul lumii
Aceasta exclude costul altor noi drumuri și căi ferate pentru accesul lor la pod. În afară de evidentele provocări tehnice ale construirii a două poduri de 40 de kilometri sau a unui tunel de peste 80 de kilometri peste strâmtoare. O altă provocare majoră este că, începând cu 2017, nu există nimic de ambele părți ale strâmtorii Bering cu care să se conecteze podul.

#### Partea rusă
Partea rusă a Strâmtorii, în particular, este grav lipsită de infrastructură. Deși numeroase șosele interconectează Egvekinot cu Amguema și alte localități din Chukotka,  nu există, pe o rază de  aproape două mii de kilometri, importante șosele care să facă racordarea. Mai mult, nu există căi ferate sau drumuri asfaltate pe o rază de mai mult de trei mii două sute de kilometri de la strâmtoare.  Un drum prin regiune ar trebui să străbată lanțuri muntoase, tundră, zone abrupte și păduri de pini. 
Calea principală de legătură cea mai apropiată este autostrada Kolimá, care în prezent se află în stare proastă și traversează înalte trecători de munte . Cu toate acestea, până în 2021 va fi construită o autostradă care va face legătura între Ola și Uelen, la doar 1.000 de kilometri de strâmtoare. 

#### Partea americană
Pe latura americană, probabil că aproximativ 1.200 de kilometri (750 de mile) de drumuri sau căi ferate ar trebui construite în jurul Norton Sound, printr-o trecere de-a lungul râului Unalakleet și de-a lungul râului Yukon pentru a face legătura cu Route de Alaska 2 sau, cu alte cuvinte, Autostrada Pan-Americană, un traseu similar cu Iditarod. Guvernul statului Alaska a propus un proiect pentru conectarea Nome (160 km de strâmtoare) de restul continentului printr-o autostradă pavată (parte a Rutei Alaska 2), deși costul său este foarte ridicat (de la 2,3 la 2,7 miliarde de dolari, aproximativ 3 milioane de dolari pe kilometru) a împiedicat construirea. 
În 2016, rețeaua rutieră din Alaska până în Tanana a fost extinsă prin construirea unei autostrăzi ușoare de 80 de kilometri. 

## TheWorld Link (TKM-World Link)
TKM-World Link (în rusă: ТрансКонтинентальная магистраль, în engleză: Transcontinental Railway) denumită și ICL-World Link este o legătură planificată de 6.000 de kilometri între Siberia și Alaska, care va asigura transport de petrol, gaze naturale, electricitate și transport feroviar de persoane către Statele Unite, din Rusia. Propus în 2007, planul include previziuni pentru construirea unui tunel de 103 kilometri pe sub strâmtoarea Bering care, dacă ar fi finalizat, ar deveni cel mai lung tunel din lume. Tunelul ar face parte dintr-o cale ferată care ar uni Yakutsk, capitala republicii ruse Yakutia și Komsomolsk de pe Amur, din extremul orient rus, cu coasta de vest a statului Alaska.      Se estimează că strâmtoarea Bering va costa între 10 și 12 miliarde de dolari, în timp ce întregul proiect ar costa 65 de miliarde de dolari. 
În 2008, premierul rus Vladimir Putin a aprobat proiectul de construire a unei căi ferate în zona strâmtorii Bering, ca parte a planului de dezvoltare până în 2030. Tunelul de peste 100 de kilometri (60 de mile) va trece prin strâmtoarea Bering între Chukotka, în Extremul Orient rus și Alaska.  Costul estimat ar fi de 66 trilioane USD. 
La sfârșitul lunii august 2011, la o conferință la Iakutsk, in estul Rusiei, planul a fost aprobat de unii dintre înalții oficiali ai președintelui Dmitri Medvedev, inclusiv Aleksandr Levinthal, reprezentantul adjunct federal pentru Extremul Orient rus. Susținătorii ideii erau convinși că va fi o modalitate mai rapidă, mai sigură și mai ieftină de a transporta mărfuri în întreaga lume decât cu navele-container. Ei au estimat că ar putea transporta aproximativ 3% din încărcătura mondială și ar putea genera aproximativ 7 miliarde de dolari SUA pe an.  La scurt timp, guvernul rus a aprobat construcția căii ferate și tunelului Siberia-Alaska, în valoare de 65 miliarde de dolari, prin strâmtoarea Bering. 
Alți observatori se îndoiesc că acest lucru va fi mai ieftin decât transportul pe trans-containere, având în vedere că costul transportului feroviar din China către Europa pe calea ferată este mai mare decât cel pe trans-containere (cu excepția mărfurilor scumpe, unde este important timpul de livrare). 
În 2013, s-a completat calea ferată Amur Yakutsk Mainline care leagă Yakutsk (2.800 km de strâmtoare) cu calea ferată transsiberiană. Cu toate acestea, această cale ferată este destinată transportului de marfă și este prea sinuoasă pentru trenurile de călători de mare viteză. Proiectele viitoare includ linia principală Lena-Kamchatka (ru) și autostrada Kolyma-Anadyr (ru). La șoseaua Kolyma-Anadyr s-a început construcția, dar va fi un drum îngust de pietriș.

## Calea ferată „China-Rusia-Canada-America”
În 2014, au apărut rapoarte că China are în vedere construirea unui tren rapid "China-Rusia-Canada-America" de 350 km/h, care să includă un tunel subacvatic lung de 200 de kilometri care ar traversa strâmtoarea Bering și ar permite pasagerilor să parcurgă distanta între Statele Unite și China în aproximativ două zile.  
Deși presa rămâne sceptică față de proiect, cotidianul statal chinez China Daily susține că China are tehnologia necesară pentru a construi un tunel subacvatic care să conecteze provincia Fujian din China cu Taiwan.  Nu se știe cine va plăti pentru construcție, deși China are alte proiecte oferite pentru a le construi și a le finanța și speră că banii vor fi recuperați în cele din urmă prin taxe sau închirieri. Se vorbește, de asemenea, despre transportul prea putin practic și eficient al pasagerilor în călătorii cu trenul de trei zile, cata vreme exista posibilitatea de a utiliza zboruri directe de aproximativ 12 ore între China și SUA. Utilitatea trenului este relegată la transportul de mărfuri, care ar fi mai rapid decât pe navele maritime.

## Dezvoltarea centurii trans-eurasiatice
În 2015, a fost facută cunoscută o altă posibilă colaborare între China și Rusia, care va face parte din Dezvoltarea Centurii Eurasiatice; un coridor de transport prin Siberia care ar include, de asemenea, un pod rutier cu conducte de gaze și conducte de petrol între punctul cel mai estic al Siberiei și punctul cel mai vestic al statului Alaska. Ar urma să facă legătura între Londra și New York pe calea ferată și pe autostrăzi prin Rusia dacă proiectul ar fi dus la capat. 
Initiațiva Centurii Eurasiatice și a Drumului Mătăsii are planuri similare, astfel încât proiectul ar funcționa în paralel pentru ambele țări. 

## Legaturi externe
- Kremlinul deschide calea către legătura feroviară de la est la vest după „aprobarea” a 99 miliarde de dolari pentru construire tunelului Strâmtorii Bering
- Ingineria extremă a Discovery Channel
- Tunelul lider al Păcii mondiale Arhivat în 1 decembrie 2014, la Wayback Machine.
- Autostrada globală
- Bering Strait Cruce
- Legătură feroviară Alaska Canada - Studiu de fezabilitate a proiectului
- Podul peste Strâmtoarea Bering de James Cotter
- Comitetul LaRouche Nuevo Leon, articol
- Teleobiectiv, articol Arhivat în 24 aprilie 2021, la Wayback Machine.
- Discovery Channel, document
- El País (Spania), Articol din 2007
- Cel mai lung tunel subacvatic din lume. 27.10.2011